# 원효로 (서울)
원효로(元曉路)는 서울특별시 용산구 청암동 원효로 나들목에서 갈월동 남영역 사이를 잇는 도로이다. 총 연장은 2.6km이다. 용산구의 법정동 및 행정동인 원효로동도 이 도로와 관련 있다.

## 역사
- 1946년 10월 1일 : 이곳의 일본식 도로명칭인 원정(元町, 모토마치)을 원효대사(元曉大師)의 법명(法名)을 따서 개정함.
- 1978년 6월 30일 : 대방지하차도 ~ 서부역 (서울역 서부) 5km를 원효대로(元曉大路)로 지정[1]

## 노선
- 청암동 원효로 나들목 - 성심여고 - 원효대교 북단교차로 - 용문시장 - 남정초등학교 - (구)용산구청 - 서울용산경찰서 - 남영역 교차로

## 연결 도로
원효로의 시작점인 청암동 원효로 나들목에서는 강변북로 일산방향으로 연결되고, 종점인 남영역 교차로에서는 청파로와 접속하며, 남영역 하부의 지하도 (한강대로77길)을 통하여 남영삼거리(한강대로)와 연결된다.

## 같이 보기
- 원효로동